# 240 mm Mörsergranate 3F5 Smeltschak
Die Smeltschak (russisch Смельчак) ist eine lasergelenkte sowjetische Mörsergranate. Der GRAU-Index der Granate lautet 3F5, der des Gesamtsystems 1K113.

## Entwicklung
Die Systementwicklung beim Hersteller „Ametech“ in Moskau begann Anfang der 1980er-Jahre. Das System kam testweise während der sowjetischen Intervention in Afghanistan zum Einsatz und hat sich dort als äußerst wirkungsvoll erwiesen. Offiziell eingeführt wurde Smeltschak Mitte der 1990er-Jahre.

## Technik
Die Smeltschak wird aus einem herkömmlichen 240-mm-Mörser verschossen, wie er auch bei der Selbstfahrlafette 2S4 Tjulpan Verwendung findet. Die Treibladung schießt die Waffe aus dem Geschützrohr. Unmittelbar nach dem Verlassen des Rohres entfalten sich die Stabilisierungsflügel. Die Granate folgt nun einer ballistischen Flugbahn. Beim Zielanflug steuert sie automatisch zu dem durch einen Laser markierten Zielpunkt. Dazu werden in einer Höhe von 20 m bis 600 m über dem Boden Raketentriebwerke gezündet, die die Flugbahn der Granate durch Impulse korrigieren (Impulskorrektur-Technik RCIC). Das Ziel muss durch einen vorgeschobenen Artilleriebeobachter für 5 bis 15 Sekunden kontinuierlich mit einem Laser beleuchtet (markiert) werden. Da verschiedene Laserfrequenzen benutzt werden können, können auch mehrere Smeltschak gleichzeitig verschiedene Ziele bekämpfen. Ebenso können mehrere Smeltschak auf ein einzelnes Ziel gelenkt werden. Es existiert eine weiterentwickelte Version Smeltschak-M (GRAU-Index Granate 3F5M, System 1K113M).